# 辛坊治郎
辛坊 治郎（しんぼう じろう、1956年〈昭和31年〉4月11日 - ）は、日本のフリージャーナリスト、元読売テレビアナウンサー、元ニュースキャスター、シンクタンク経営者、YouTuber。読売テレビでは報道局局長待遇解説委員長などを歴任。妻は元読売テレビ報道局報道部記者で現・ラジオパーソナリティの西岡香、実兄は株式会社大阪綜合研究所代表で元住友ファイナンスエイシア代表取締役社長の辛坊正記。

## 来歴

### 生い立ち
鳥取県米子市生まれ。男2人兄弟の二男として生まれる。鳥取県での生活はわずか2か月で記憶が非常に薄く、航空自衛隊所属の自衛官である父親の転勤で宮城県東松島市、岐阜県各務原市と小学校入学前まで全国を転々とし、物心がついたころから大学時代まで埼玉県入間市で過ごした。
入間市立豊岡中学校在学時に、テレビでメキシコ映画『ぼくの心はバイオリン』を視聴中に停電して結末までの15分を観ることができなかったため、放送局のTBSテレビに結末を電話でたずねると親切に教えてもらったことに感激し、将来は放送局で働こうと決心した。
埼玉県立川越高等学校では航空部と英語部に所属した。東京大学を目指した1浪の後、1976年4月に早稲田大学法学部へ進学。大学3年時に司法試験に不合格となり、夏休みを挟んだ3か月間で西ヨーロッパ・モロッコ・トルコなどを、4年時にはタイをバックパッカーで旅した。また、高校3年時の同級生、同じ大学の出身にライターの本橋信宏がいる。
就職活動では埼玉県庁の上級職試験に合格し、住友商事から内定を得る。ほかに大学就職部の掲示板でフジテレビのリポーター・司会者（アナウンサー）募集に『交通費一律1,000円支給』との注釈があるのを見掛けて同社を受験し、受験者1,300人から3名に絞られた7次選考の最終面接で、”担当希望の番組に「『リビング11』（お昼の通販番組）を担当したい」”と答えて不採用となった。なお、同じ年の同社の選考では、同じく早大出身で、のちに社長に就任する亀山千広が内定し、入社している。
同年12月、大阪の読売テレビから突然電話があり「フジテレビの最終で落ちたそうだが良かったら弊社を受けてみないか」と誘われて受験し、受験者8名から合格者2名として内定が得られ、埼玉県庁、住友商事、読売テレビの3つ選択肢を得たが、読売テレビの内定を承諾した。自身の講演会によると「朝のラッシュアワーが辛いため、始業時刻が朝10時と一番遅かった」ため。

### 読売テレビ時代
1980年3月、早大卒業後の同年4月に読売テレビアナウンサー職として入社。同期社員は元アナウンサー、スポーツ部、広報、東京事業部社員であった村田真哉。系列局（NNN・NNS）アナウンサーの同期では日本テレビの井田由美、元・四国放送の遠藤彰良と池田賢、元・札幌テレビの石田久美子と宇都宮庸子と猶木裕子、元・テレビ岩手の山田基行、元・秋田放送の菅原実と茜谷幸子、元・山形放送の芳賀道也と家坂文子、元・テレビ信州（同年10月開局）の今村正大と新見宏司と伊藤真弓と安田昌子、元・静岡第一テレビの北嶋興と木暮静江、元・広島テレビ放送の湯浅真由美がいる。後に近畿広域圏の中継キャスターとしてレギュラーで出演する、『ズームイン!!朝!』の気象情報読み上げで初鳴き。
以後はスポーツ実況を希望し、近鉄バファローズの担当記者として活動。その後、『ズームイン!!朝!』の中継キャスターとして、8年間担当し、後述である後輩で共演者である森たけしと共に1987年の阪神タイガースの不振をボヤいた台詞「なんぎやなぁ」が第4回 新語・流行語大賞 流行語部門 銀賞を受賞し、1989年には森たけしと共に歌唱した阪神タイガースの応援歌『負ける気せんね』を発売した。
1990年4月から、後述の理由の結果、『ニューススクランブル』のキャスターとして抜擢され、裏番組で同時間帯の視聴率でトップであった『MBSナウ』（毎日放送）を視聴率で抜き、当時番組を担当していた、同局元アナウンサーで元大阪市長であった平松邦夫に引導を渡す結果を挙げた。また、並行して1991年1月から1992年3月まで『ウェークアップ!』の総合司会を務め、1995年1月17日に発生した阪神・淡路大震災発災当日から2日間連続で放送された報道特番ではキャスターを務めた。1996年アメリカ合衆国広報文化交流局の招きで渡米し、アメリカ合衆国国内のメディア事情を視察。
1997年人事にて、編成局アナウンス部から報道局報道部に異動。同年からペース大学客員研究員として留学し、翌1998年に帰国。帰国後はアナウンサー職から報道部チーフプロデューサーへ就任し、報道ドキュメンタリー番組の人事査定業務等の同職と並行する形で『報道特捜プロジェクト』（日本テレビ）のキャスターや、『元気モンTV』以後に編成された関西ローカルパートの朝の情報番組にてコメンテーターを担当。2000年の人事にて、報道局情報番組部長に昇進し、前述のメディア事情をまとめた処女作を上程。2001年10月から過去に辛坊が担当していた『ズームイン!!朝!』を終了させて、開始することとなった『ズームイン!!SUPER』の新聞・ニュース解説兼サブ司会に起用され、2005年4月まで東京で単身赴任生活を送っていた。2002年5月から断続的に単発特番として編成されていた、『たかじんのそこまで言って委員会』が2003年7月からレギュラー昇格となり、やしきたかじんの発言補足を行う副委員長（サブMC）として出演し、一旦番組降板しているが長きに渡って出演している。
2009年10月1日付人事にて、先輩である岩田公雄の定年に伴い、報道局解説委員長に就任。翌2010年3月29日から、かつて同時間帯を担当していた森と共に朝の情報番組である『朝生ワイド す・またん!』のキャスターへ就任し、収録込みで全曜日に出演することとなった。しかし、同年8月に、翌9月末で読売テレビを退職して10月からシンクタンクの研究員になる旨が報道され、各新聞社の後追い報道にて、同局の福利厚生制度の制度変更により、企業年金の受取り額が変わる前に退職の意向を強調し、報道通り9月末付にて同局を退職。退職後は自身が設立したシンクタンクである大阪綜合研究所へ移籍し、フリーの立場では番組出演しない旨を強調していた。
しかし、結果的には古巣である読売テレビの報道番組、バラエティ番組には芸能プロダクション等の所属もせず同局専属出演契約も締結していないが、フリーとして継続して番組出演を続けており、読売テレビの新規開始した番組にも出演している。但し、前述の理由を退職理由としていたが、後述の理由が本来の理由であったことも自身が出演した番組内で明かしている。

### 退職以後
同局退職以後は、前述の様に結果的にフリーとして古巣である読売テレビ以外の放送局の番組にもゲスト出演を行っており、2012年4月から古巣の読売テレビがラテ兼業ではなかったため、初めて首都圏の放送局でのレギュラーかつラジオの初レギュラー番組である『辛坊治郎ズーム そこまで言うか!』のパーソナリティに就任。また、同番組のレギュラー放送終了から約2年後に復活し、後にレギュラー復活に返り咲いた後は、同局の調査率調査週間時の編成にて、同局のレギュラー番組に縦横断的にゲストとしてブッキングされるケースが多発している。後述の2013年3月に発表した読売テレビも関わったプロジェクトに参画し、その後同年8月から再び番組出演を再開し、後に、NNN系列以外の放送局でもレギュラー番組を受け持つようになったが、視聴率不調によりワンクールにて終了の運びとなった。
その後、約10年に渡って出演した『す・またん!』については出演曜日が縮減し、2019年3月29日放送分にて降板した。その間、2018年2月に自身の趣味である旅行を題材としたYouTubeチャンネル「”辛坊の旅”」を開設し、旅行以外にも自身のラジオ番組の再配信や企画動画にも活用いている。以後、2020年12月14日、前述の失敗したプロジェクトである小型ヨットでの太平洋無寄港横断に2021年4月下旬から5月上旬の時期に天候が安定した日を選択し再挑戦するにあたり、テレビのニュースキャスター業については引退することを発表会の場で表明しており、2021年向けの年賀状の文面とYouTubeの新年挨拶動画でも、キャスター業から一線を退いて旅行系YouTuberをメインとして活動する意思を示しており、年が明けた2021年1月9日に読売テレビも辛坊の意向を汲み、『ウェークアップ!ぷらす』の降板と『そこまで言って委員会NP』の再降板を発表。同局社内で、同年2月末付けにて辛坊が同局で放送する番組全て降板するコンセンサスが取れているが、東日本大震災にて被災した南三陸町にて、かつてのレギュラー番組である『す・またん!』にて毎年実施して来た、被災地復興取材コーナーの事前ロケを行ったため、同年3月11日放送が最後の出演番組になった。しかし、他局には3月以降も、スポットで番組に出演しており、あくまでも「古巣の読売テレビで」となる。
2021年4月から8月に掛けて実行した辛坊の個人的イベントが終了し、同年10月以降は太平洋洋上で死生観が変わったこともあり、自分のための時間に割く意向を示し、YouTuberの活動をメインに自分が気になった場所に赴いている。
また、帰国して出演する約束をしていたニッポン放送『辛坊治郎 ズーム そこまで言うか!』には復帰した一方、Kiss-FM KOBE『辛坊治郎 Sunday Kiss』は終了した。スポットでオファーがあれば古巣の読売テレビの番組含めて番組へのゲスト出演は継続しており、帰国時に冒険譚をメインに講演活動を積極化を個人的イベント終了時に問われ、それについては否定的な見解を示していたが、講演請負会社へ講演オファーが入っていたこともあり、内容を精査しながら講演活動は続けている。
2025年4月、「今年（2025年）9月限りで全てのテレビ・ラジオ媒体の活動から退く」意向であることが判明。尚、辛坊自身は「“引退”は有名芸能人やスポーツ選手の為の言葉であり、俺自身は“早期退職”である」とコメントしている。

## 人物
- 妻である西岡は辛坊と同じ職場の10年後輩で、結婚も西岡のことを辛坊の同期入社の女性職員から紹介して貰い、初めて西岡と2人きりで読売テレビが所在する京橋周辺のイタリア料理店で食事をしている時に辛坊の目の前にいた西岡に対して「結婚しようかっ」とノリで言ったところ了承した結果であると明かしている[31]。また、辛坊と西岡の披露宴には『ウェークアップ!』にも出演していた、当時は活動家弁護士（現・社会民主党参議院議員）であった、福島みずほが列席し、スピーチを披露したことがある[32]。西岡は元々は同局のアナウンサー志望であったが、アナウンサー職試験で不採用の結果となり、記者職に転じて同局に採用された[33]。そのため、アナウンサー職について怨念を持っており、結果的に辛坊との婚姻により寿退職したが、現在居住している枚方市の広報誌に掲載されていたエフエムひらかた開局前年である1996年に、パーソナリティの募集に応募し合格。2022年2月末時点で2つの番組を担当しており[34]、西岡が担当した番組が第56回ギャラクシー賞奨励賞を受賞している[35]ほか、2022年2月末の閉局まで出演者の一人として名を連ねた。そのため、辛坊もエフエムひらかたの番組にゲスト出演した経験が複数回ある。また、辛坊から見て、妻として家事のセンスについてはダメな方であると評しており、その代わり情深いので特段何も言及しなくなったとしている[5]。西岡は着物の着付け講師とフラダンサーとして活動している。
- 『ズームイン!!朝!』担当時代に「なんぎやなぁ」が第4回 新語・流行語大賞 流行語部門 銀賞を受賞した。この発言は当時の阪神タイガースのチーム状態が1985年の日本一の際在籍していたレギュラー選手の退団や不祥事、負傷により優勝戦線を離脱し、プロ野球ファンの俗称である暗黒時代[36]の入口に突入した時期であったことが関係している。番組内のコーナーである「プロ野球いれコミ情報」の番組構成上、露骨な読売ジャイアンツへの依怙贔屓が行われており、巨人中心に時間尺を割かれていて、読売テレビパートの時間尺の縮減を防ぐため、森たけしとスタッフとの宴席で打合せして産み出したものあった[33]。また、辛抱は同コーナーでタイガースの応援をしていたが、辛坊はチームのファンと言うよりも自身の出身大学の早稲田大学野球部出身選手である岡田彰布のファンだったと明かしている。
- 辛坊いわく、読売テレビ入社前後、ニュースキャスターを目指していなかったが、1985年に転機が訪れた。当時、『ズームイン!!朝!』の総合司会であった徳光和夫が夏季休暇を取得していた際は、代理の総合司会をネット局アナウンサーの持ち回りで行っており、1985年8月13日は辛坊が担当する日であった。ただ、前日の8月12日、日本航空123便墜落事故が発生し、日本テレビならびにNNN系列局は断続的に入ってくる詳報を伝える『NNN報道特別番組』を13日夕方まで編成することとなった。しかし、本来の司会者である徳光が休暇を切り上げて戻らなかったため[注 10]、辛坊が急遽報道特番として放送された『ズームイン』のキャスターを担当。すると、番組を見ていた当時の読売テレビ経営陣や編成に「辛坊は報道が出来る素養があるんじゃないのか。」と覚えられた[37]。後年、徳光が『NNNニュースプラス1』のNNN系列全国向けのメインキャスターを担当していた際、読売テレビのローカルニュース枠だった『大阪発プラス1』は視聴率が低迷していた。そこで、打開策として同局編成が「『ズームイン!!』繋がりで、辛坊が適任ではないか?」と辛坊を担ぎ上げ、『ニューススクランブル』に抜擢したことがニュースキャスターとなるきっかけだったと述べている[38][39]。
- この経緯の中で、当時、徳光が前述の『ニュースプラス1』キャスター就任に伴って『ズームイン!』キャスターを勇退した後の2代目キャスターを選ぶため、徳光を含めた現場サイドの人間が喫茶店に集合し、全会一致で辛坊の名が挙がり、最有力候補となった[40]。しかし、当時日本テレビの代表取締役社長だった高木盛久と当時読売テレビの代表取締役社長だった青山行雄が不仲であったことが影響し、当時、NNS役員会で系列局の経営者から次期キャスター選定の事案で詰められた際には、高木が福留功男を推しており、そのことを説明した後だったこともあり、現場サイドの意見が「読売テレビのアナウンサーになんでやらせんだ、うちには福留がいるだろ」と却下された経験がある。しかし、辛坊は後年に現場サイドのプランのまま『ズームイン』に起用されていたら、プレッシャーで潰れていたと述べている。ytv退職以後もキャスターを続けているが、自身の肩書きに「フリーアナウンサー」と「フリーキャスター」を使用しないことを信条としており、その理由は「古巣含めた放送局からオファーがあるから出演しているだけで、自ら能動的に放送局に売り込んでアナウンサー業を続ける意向がなかった」ことだとしている[33]。退職理由は後述の通りであるが、大阪総合研究所を立ち上げた理由は、読売テレビから「（企業間取引）口座がないから、会社を立ち上げるかどこかの芸能プロダクションに所属しないと出演出来ない」と指摘されたためで、但し、フリー以後の各番組のギャラについては、当時は1年で番組を降板する予定であったため、同局人事部と読売テレビ時代の1年間の給与を固定の金額を定めて番組登板回数分で分割した金額でしか請求していなかった。しかし、その次に就任した読売テレビの編成局長が年度跨ぎ直前にそのことを認知し、流石に申し訳ないからと1回の出演金額を倍額に増額したと明かしている。
- 前述のニュースキャスターの件に付随する件であるが、自身は優秀なアナウンサーではなく[41]、前述である読売テレビにスカウトされた流れでアナウンス職の内定を得られたが、同期の村田はアナウンススクールに通っていたこともあり、会社の思惑である10年業務経験を積んだ後に他部署に異動させられると見立てていた[注 11]。しかし、辛坊の同期である村田が先に他部署に異動している。また、自身も1997年に報道局報道部に異動したが、本人いわく「アナウンス職クビ」になったと自認している。その理由が、内示の段階で当時のアナウンス部長が人事部から「翌年度の採用枠について、誰か1人枠を空けないと採用させない」と通告されたため、辛坊がアナウンス部長から「今やってる仕事と変わらないから、異動してくれ」と依願されたことが理由であると明かしている[42]。キャスター引退の理由は『そこまで言って委員会』で共演していたやしきたかじんの死去時の年齢を経過し、自身が65歳を迎えるにあたりキャスターとしての力量の上積みが見込めないと判断したことと、準キー局の読売テレビにアナウンサーとして入社したが、通常のアナウンサー以上にキー局の番組を含めた、仕事の実績を経験できたことでテレビ番組の仕事はやり切ったとして実感したことで、前述の太平洋横断再挑戦を建前としてキャスター引退を納得して貰うための理由として提示していると明かしている[43]。
- 実質的に入間市で育った辛坊が読売テレビに就職以降、大阪府枚方市をメインに居住している理由は、居住地を確保する際に辛坊の父方の叔父（兄）が枚方市に居住しており、「治郎ちゃん、家探してるなら探してあげるで」と言われ、市内の新築マンションの4階に確保して貰ったことがきっかけである。同じ建物の下層階のテナントに入居したのが1階が飲食店、2階はカラオケスナックで喧騒的になったため転居し、くずはセンチュリータウンや枚方市内を転々し、一時期前述の淀川の対岸である京都市内に居住していたが、子育てを考慮した結果、現在も枚方市内の自宅に居住している[44]。また、バブル期の1989年から1990年の間に、山籠りしようとして購入した京都府亀岡市の茨木台に別荘[45]、現状自身のYouTubeの一部動画を収録している大阪市内[注 12]と東京都都心で汐留汐留シオサイトの日本テレビタワーに近い場所に『深層NEWS』のキャスター就任時にタワーマンションの一室を有しており、ニッポン放送へ通う同線に都営バスのバス路線が運用されているため、都営バスに乗車して通っていることを番組内OPトークネタにしている。
- 前述の枚方市居住の件で、阪神・淡路大震災発災当日は当時、居住していたくずはセンチュリータウン内の15階建てのマンションの14階に居住しており、『ニューススクランブル』のキャスターを務めており、辛坊の長女が産まれて近い時期であったこともあり、西岡と床を分けてキッチンの床の間に布団を敷いて就寝していた。発災の前震で家具が揺れている時に「心霊現象に苛まれてる」と思っていたが、その後の震れで観音開きの食器棚からガラスや瀬戸物の食器類が降って来て、一瞬命が終わったと感じたと明かしている[47]。その後、隣同士で無事を確認後、担当異動で『ズームイン!!』から降板していたが、発災時刻にNNN系列で放送していた『ジパングあさ6』に被災報告の電話出演を行ない、発災当日午後から京阪電車が読売テレビの最寄駅である京橋駅まで運転再開していたが、中型自動二輪免許を所持していることもあり、発災当日午前中の内に中型オートバイで通常の所要時間より時間を掛けて出勤し、その後断続的ではあるが報道特別番組のキャスターとして48時間出演した[47]。
- 読売テレビ退職理由として、当時表向きには前述の企業年金の制度改正の件を列挙していたが、本来は退職翌年に執り行われた第17回統一地方選挙にて、居住している枚方市議会議員選挙への出馬を目論んでいた[48]が、読売テレビ退職以後も出演し続けた『す・またん!』の視聴率が好調だったため、辞めるに辞められずタイミングを逸したとしている。また、読売テレビ在籍時、当時自由民主党大阪府議団に所属しており、現在は日本維新の会参議院会長を努めている浅田均が辛坊の元にアポなしで訪れ、2004年大阪府知事選挙において府議団及び自民党選挙対策本部が候補者に推していた太田房江の対抗馬で擁立しようとしたが、辛坊は断り[注 13]、その次の2008年大阪府知事選挙の対抗馬擁立の際にも辛坊の元に訪れたが、辛坊はその当時も浅田に断りを入れたが、浅田から並行候補の中に橋下徹の擁立に動いているが、収録済の民放準キー局の新春特番が飛んでしまい、損害賠償になることを鑑みて立候補に踏ん切りが付かない状態を告げられ、辛坊が『そこまで言って委員会』の収録で読売テレビのメーク室で隣同士になった際、橋下の背中を押したことで、結果的に同選挙に出馬し、大阪府知事に当選した[49]。辛坊は橋下当選後に、大阪維新が推し進めようとした大阪都構想が大阪市労組の選挙支援で大阪市長に当選した平松と政策的にぶつかり立ち行かなくなるため、ダブル選挙になると見立てていたが、橋下の2011年大阪市長選挙への鞍替えの空位に伴う2011年大阪府知事選挙で、橋下と水面下で大阪維新の会から大阪府知事選挙の候補者としての出馬要請に内諾して、立候補することが決定し、その後報道ベースで名前が列挙されていた。しかし、辛坊はたかじんが大阪市内に所在していた自宅マンションでたかじんと橋下との密談の場で、「母親が倒れて、余命3カ月の宣告を受けた。病床で「テレビの画面で辛坊を見て過ごしたい。ややこしいことすんな!」」と言及されたため、出馬を固辞することを吐露し、幻の出馬となった[50][51]。
- 読売テレビ入社以後から20Kg体重が増大していると開陳しているが、中学時代は器械体操部に所属していた経験があり[52]、筋肉質であると明かしている[53][54]。部に所属していた先輩が不祥事を起こしたために廃部となり、高校以後は器械体操をやっていなかったが、読売テレビ入社後の新人時代位まではバク転が出来た。また、社会人以後に空手を嗜んでいたため、5級まで取得している。しかし、前述の運動経験から懸垂は無尽蔵に出来ていたが、65歳を迎える2020年4月以降、懸垂が2回くらいしかできなくなったことで前述のヨットの太平洋無寄港横断再挑戦を決意した。
- 基本的にケチであり物持ちがいいため、緊急事態宣言中に自宅を整理したところ様々な物が発見されたと明かしている。また、『深層NEWS』を担当するにあたり東京にも居を構えたが、いつキャスターを降板するか分からないため、マトモに生活用品を取り揃えておらず、自身のSNSでの発信で生活用品が足らないことでの不便さを明かしていた。買い足したのは、気温低下で体調を崩したことで自身が担当している『辛坊治郎ズーム そこまで言うか!』の番組内で放送している『ラジオリビング』で取り扱っている売れ筋商品である「ハンガリー産 5ツ星高級羽毛布団」位である。
- 元来、旅行に行った際には遊園地の遊具が好きなため来園した時に搭乗していたが、絶叫マシーンの搭乗制限の年齢が65歳だったため、2020年時点で辛坊の年齢が65歳を迎える前に絶叫マシーンに搭乗する模様を、自身のラジオ番組の企画にした位 であった[55][56]。また、2020年8月末日をもって閉園となったとしまえんも同様の理由で来園した際、頬っ被りをした女性を『ドキュメント72時間』（NHK総合）の取材クルーが自身の目の前にいたため、取材クルーの取材対象の後ろをずっとマークした結果、同番組の10月2日放送分に紹介テロップは掲載されず[57]、見切れたまま出演した[58][59]。
- 自身の既往症で罹患経験もあり、最初の太平洋無寄港横断挑戦前に掛かり付けの病院で人間ドックを受診した際、オプションの内視鏡検査受診を勧められて検査し[60]、診察医から調査結果を渡され総合病院での診察を要求された。以前から、知己である建築家の安藤忠雄の勧めで加入している北野病院の北野健康クラブのメンバーでもあるため[60]、2012年12月19日に同病院で診察を受け、後に十二指腸の腫瘍を摘出したが、内視鏡検査で疑われていた初期の十二指腸癌と判明した[61][60]。その後は、『ズーム』の番組出演を東京から態々同局関西支社に変更してまで、人間ドックを受診している。また、胸の痛みを以前から訴えて診察している旨は明かしており、『ズーム』の対談企画収録前に予定をキャンセルした経験もある。また、眩暈持ちでもあり、『ズーム』放送当日の2022年8月29日から3日間休演した。復帰前日にツイッターへ「持病のひどいめまいで動けなかった」とコメントした。

## 出演番組

### 現在

#### ラジオ
- 辛坊治郎ズーム そこまで言うか!（ニッポン放送）※月曜〜木曜パーソナリティ - 2012年4月7日 - 2017年9月30日、2019年8月26日、10月13日、12月13日、2020年4月9日 - 7月2日、7月6日 - 2021年3月25日、10月4日 -
- 辛坊治郎の万博ラジオ（朝日放送ラジオ）※パーソナリティ - 2023年4月6日 -

### 過去

#### テレビ

##### 読売テレビ時代
報道・情報番組（東京での単身赴任期間→大阪との往復期間および同局退社後も出演を継続していた番組も含めて）
| 期間          | 期間          | 番組名                             | 役職                                 | 備考 |
| ------------- | ------------- | ---------------------------------- | ------------------------------------ | --- |
| 同局入社直後  | 同局入社直後  | 読売新聞ニュース                   | キャスター                           | |
| 同局入社直後  | 同局入社直後  | よみうりニュース NNN               | シフト勤務キャスター                 | |
| 1982年4月1日  | 1990年3月30日 | ズームイン!!朝!（日本テレビ）      | 同局パートでのローカル中継キャスター | |
| 1990年4月2日  | 1997年3月28日 | ニューススクランブル               | キャスター                           | |
| 1991年1月5日  | 1993年3月27日 | ウェークアップ!                    | 司会                                 | |
| 1993年4月     | 1997年3月22日 | 報道特捜プロジェクト（日本テレビ） | ローカルでのキャスター               | |
| 1998年8月末   | 2000年6月30日 | 元気モンTV                         | ニュース解説兼チーフプロデューサー   | |
| 2000年7月3日  | 2001年9月28日 | あさイチ!                          | ニュース解説兼チーフプロデューサー   | |
| 2001年10月1日 | 2010年3月25日 | ズームイン!!SUPER（日本テレビ）    | 全国ネットパートでの解説キャスター   | 2005年3月までは全曜日に出演していたが、下記の『ウェークアップ!ぷらす』の司会就任に伴い、同年4月から2009年3月までは水～金曜日、同年4月からは水・木曜日に出演曜日を次々と縮小 |
| 2003年7月13日 | 2013年6月9日  | たかじんのそこまで言って委員会     | 副委員長（サブMC）                   | |
| 2005年4月2日  | 2021年2月27日 | ウェークアップ!ぷらす              | 司会                                 | |
| 2009年4月9日  | 2010年3月24日 | サプライズ→SUPER SURPRISE          | 同局制作担当分でのレギュラー出演     | 2009年12月までは木曜日に放送していたが、2010年1月からは水曜日に移行して放送                                                                                                 |
| 2010年3月29日 | 2019年3月29日 | 朝生ワイド す・またん!             | キャスター                           | EPGでの肩書きは『解説』 |
| 2010年3月29日 | 2011年3月31日 | ズームイン!!SUPER                  | 同局ローカルパートでの解説キャスター | |

バラエティ・特別番組
- おもしろサンデー - リポーター
- スター生たまご・邦子のいまドキ芸能界（秘書）　- 1988年4月 - 9月
- MONOすごLAND
- オールスター Shall we ダンス?〜有名人社交ダンス選手権〜（日本テレビ）

2005年12月30日・20:00 - 22:54に放送された社交ダンスを扱ったバラエティ特番。プロダンサーの青柳明子とペアを組み挑戦したが、準決勝で敗退した。放送前から本番に向けての練習の模様は「ズームイン!!SUPER」の中でも紹介された。
- 阪神大震災特集
- ZERO×選挙2009 - 関西ローカルパート担当メインキャスターなど
- ACTION 日本が動いた!2009全記録SP（日本テレビ） - ウェークアップぷらすキャスターとして

##### フリー以後
報道・情報番組
| 期間                           | 期間                           | 番組名                                                              | 役職 |
| ------------------------------ | ------------------------------ | ------------------------------------------------------------------- | --- |
| 2011年4月1日                   | 2019年3月29日                  | ZIP!（日本テレビ制作・読売テレビ）                                  | 同局ローカルパートでのキャスター ※2018年3月30日までは全曜日に出演していたが、同年4月からは出演曜日を木・金曜日に縮小 |
| 2011年5月18日                  | 2011年5月25日                  | そうだったのか!学べるニュース（テレビ朝日）                         | ゲスト出演 |
| 2011年5月14日                  | 2011年5月14日                  | たかじんNOマネー〜人生は金時なり〜（テレビ大阪）                    | ゲスト出演 |
| 2014年9月7日                   | 2021年3月28日                  | たかじんのそこまで言って委員会→そこまで言って委員会NP（読売テレビ） | 副委員長（サブMC）→議長（MC）                                                                                        |
| 2016年4月11日                  | 2016年4月11日                  | Nスタ（TBSテレビ）                                                  | 16・17時台『Nスタニュースワイド』パートでのゲスト出演                                                                |
| 2017年5月                      | 2020年2月5日                   | かんさい情報ネットten.（読売テレビ）                                | 番組コーナー『増田のニュースドライブ〜辛坊さんついてきて〜』及び不定期でのコメンテーター                             |
| 2019年9月30日                  | 2020年3月26日                  | 深層NEWS（BS日テレ）                                                | 月～木曜日番組アンカー                                                                                               |
| 2020年3月30日・7月8日・8月12日 | 2020年3月30日・7月8日・8月12日 | グッとラック!（TBSテレビ）                                          | ゲストコメンテーター                                                                                                 |
| 2021年1月4日                   |                                | グッとラック!（TBSテレビ）                                          | ゲストコメンテーター                                                                                                 |
| 2021年3月15日                  | 2021年3月15日                  | 情報プレゼンター とくダネ!（フジテレビ）                            | 特別対談ゲストでのVTR出演                                                                                            |
| 2023年4月4日・4月20日          | 2023年4月4日・4月20日          | 堀潤モーニングFLAG（TOKYO MX）                                      | ゲストコメンテーター                                                                                                 |

バラエティ・特別番組・その他
- 辛坊・宮根のワケあり!?ジャパン（読売テレビ） - 2011年11月20日・27日
- 日経スペシャル 未来世紀ジパング〜沸騰現場の経済学〜（テレビ東京） - 2012年8月27日
- 泣いたらアカンで通天閣（読売テレビ）※整骨院の客 役 - 2013年3月25日 - 27日
- おカネさま!（2013年12月15日・2014年4月3日・12月25日、読売テレビ） - MC
- NMBとまなぶくん（関西テレビ） - 2014年10月2日
- さんまのまんま 2014 大阪から生放送SP（関西テレビ） - 2014年11月22日
- ネプ&イモトの世界番付（日本テレビ）※準レギュラー - 2011年10月18日 - 2016年3月18日
- オールスター感謝祭'16春（TBSテレビ）2016年4月9日
- 直撃!コロシアム!! ズバッと!TV（TBSテレビ）※MC - 2016年4月11日 - 7月25日
- 辛坊治郎の激辛!!地方創生委員会（山陰ケーブルビジョン）※MC - 2017年1月1日、2018年1月1日
- クチコミ新発見!旅ぷら（読売テレビ） - 2018年8月5日
- 山里亮太のクイズ!?まさかのバーサーカー2（朝日放送テレビ） - 2020年1月3日
- 辛坊×ホリエモン 宇宙はこんなに近かった!!（テレビ大阪）※MC - 2020年12月27日
- 特盛!よしもと 今田・八光のおしゃべりジャングル（特盛解説委員） - 2020年5月30日 - 2021年2月20日
- 東野＆吉田のほっとけない人（毎日放送）※トークゲスト - 2021年3月3日、10日
- アドベンチャー魂（BS-TBS）※冒険家として - 2021年10月19日

### テレビアニメ
- 名探偵コナン（2013年、読売テレビ） - 医師 役

### ラジオ
- 以下ニッポン放送のラジオ番組
  - 辛坊治郎のホリデーズバリ!ラジオ（パーソナリティ）※『辛坊治郎ズーム そこまで言うか!』の実質的パイロット番組 - 2011年11月3日
  - ザ・ボイス そこまで言うか!（コメンテーター) - 2012年1月12日、2017年8月23日、2018年3月7日
  - 飯田浩司のOK! Cozy up!（コメンテーター) - 2018年4月18日、2019年4月8日、4月15日、6月14日
  - タモリのオールナイトニッポンGOLD（トークゲスト) - 2014年6月13日
  - 垣花正 あなたとハッピー!（トークゲスト) - 2020年9月7日
  - ENEOSプレゼンツ あさナビ（トークゲスト) - 2020年10月19日 - 23日
  - 徳光和夫 とくモリ!歌謡サタデー(トークゲスト) - 2020年10月24日
  - ザ・ラジオショー(トークゲスト) - 2020年11月5日
  - ひろたみゆ紀のサンデー早起き有楽町(阪神・淡路大震災 体験談 トークゲスト)※『ズーム』放送開始前の事前収録 - 2021年1月17日
- こんちわコンちゃんお昼ですょ! （MBSラジオ） - 2011年4月18日
- ドッキリ!ハッキリ!三代澤康司です （朝日放送ラジオ） - 2019年5月4日
- 斉藤一美 ニュースワイドSAKIDORI! （文化放送） - 2020年6月11日
- 週刊ニュース解説 辛坊治郎のズバリ&どうよ!（朝日放送ラジオ）※パーソナリティ - 2019年5月11日、2019年7月6日 - 2021年3月27日
- 辛坊治郎 Sunday Kiss（Kiss FM KOBE）※サウンドクルー（パーソナリティ） - 2019年5月12日 - 2021年3月28日、10月31日
- Changeの瞬間 〜がんサバイバーストーリー〜 （2021年11月21日・28日、朝日放送ラジオ）[64]

## 著作

### 単著
- 『TVメディアの興亡 〜デジタル革命と多チャンネル時代〜』集英社新書、2000年4月17日。ISBN 978-4-087200263。
- 『ふらっとアフガニスタン 7泊8日』日本テレビ放送網、2002年6月1日。ISBN 978-4-820398202。
- 『あいまいな日本の問題点がスッキリわかる本―辛坊のニュースななめ読み』幻冬舎、2007年6月1日。ISBN 4-344013344。
- 『誰も書けなかった年金の真実―あなたがもらえなくなる日』幻冬舎、2007年12月1日。ISBN 4-344014391。
- 『日本の恐ろしい真実 財政、年金、医療の破綻は防げるか?』角川SSコミュニケーションズ、2010年9月10日。ISBN 4-047318256。
- 『辛坊訓 日々のニュースは教訓の宝庫』光文社、2012年11月17日。ISBN 4-334977197。
- 『この国で起きている本当のこと』朝日新聞出版、2012年12月4日。ISBN 4-022509678。
- 『見せかけの正義の正体 この国で起きている本当のこと2013』朝日新聞出版、2013年5月21日。ISBN 4-022510854。
- 『冒険訓 荒波高い難局ニュースから私事まで… 辛坊訓 2』光文社、2014年9月12日。ISBN 4-334977995。
- 『ニュースで伝えられないこの国の真実』中経出版、2015年4月18日。ISBN 4-046012153。
- 『ニュースで伝えられないこの国の正体 大阪の挫折と日本の行方』KADOKAWA、2015年12月11日。ISBN 978-4-046015044。
- 『ニッポンのアホ!を叱る テレビ、新聞が垂れ流す「ニュースの嘘」を見抜け』光文社、2016年5月18日。ISBN 978-4-334978709。
- 『ニュースで伝えられない日本の真相』KADOKAWA、2016年9月29日。ISBN 978-4-569-69451-1。
- 『ニュースの噓を見抜け』KADOKAWA、2017年6月2日。ISBN 978-4-569-69451-1。
- 『こんなこと書いたら日本中を敵に回す本 禁断のアホワールドへ』光文社、2018年3月2日。ISBN 978-4-569-69451-1。
- 『壊されつつあるこの国の未来』KADOKAWA、2018年12月20日。ISBN 978-4-569-69451-1。
- 『大マスコミが絶対書けない事この本読んだらええねん!』光文社、2019年3月26日。ISBN 978-4-569-69451-1。
- 『自己責任 わずか1週間の航海』KADOKAWA、2019年11月30日。ISBN 978-4-046043252。
- 『日本再生への羅針盤　―この国の「ウイルス」を撲滅するにはどうしたらいいのか？―』　2020年3月、光文社　ISBN 978-4334951474
- 『風のことは風に問え―太平洋往復横断記』　2022年2月、扶桑社
- 『この国は歪んだニュースに溢れている』　2022年12月、PHP研究所
- 『この国は歪んだニュースに溢れている２ 日本を覆う８割の絶望と２割の希望』　2023年8月、PHP研究所
- 『この国は歪んだニュースに溢れている３ 政治とカネの間に潜むもの』　2024年9月、PHP研究所

### 共著
- 『日本経済の真実―ある日、この国は破産します』幻冬舎、2013年6月27日。ISBN 4344018168。
- 『中国 この腹立たしい隣人』アスコム、2013年6月27日。ISBN 4408108812。
- 『2時間でいまがわかる! 放射能の真実!』ワニ・プラス、2013年6月27日。ISBN 477620700-1。
- 『東京ではわからない地方創生の真実』中央公論新社、2013年6月27日。ISBN 978-4-8470-9163-6。

## 連載コラム

### 過去
- 辛坊治郎の甘辛ジャーナル（『週刊朝日』2011年5月6・13日合併号より連載）
- 辛坊治郎の「ニュース食い倒れ!」（『FLASH』2011年5月17日号より連載）
- 辛坊治郎の「なんぎな帆走月報」（『[Kazi]』）

## その他

### CM
- カタログハウス『通販生活』（2011年）

### ディスコグラフィー

#### シングル
- 負ける気せんね（1989年、ビクター）